# Eleições legislativas de 2009 na Maia

## Resultados Oficiais
| Partido                 | Partido                        | Votos   | %               | +/-   |
| ----------------------- | ------------------------------ | ------- | --------------- | ----- |
|                         | Partido Socialista             | 29 114  | 40,54 / 100,00  | 7,83  |
|                         | Partido Social Democrata       | 20 914  | 29,12 / 100,00  | 2,74  |
|                         | Bloco de Esquerda              | 7 725   | 10,76 / 100,00  | 2,58  |
|                         | CDS – Partido Popular          | 6 466   | 9,00 / 100,00   | 2,52  |
|                         | Coligação Democrática Unitária | 3 675   | 5,12 / 100,00   | 0,02  |
|                         | Outros                         | 1 663   | 2,30 / 100,00   |       |
| Votos Inválidos         | Votos Inválidos                | 2 254   | 3,13 / 100,00   | 0,34  |
| Total                   | Total                          | 71 811  | 100,00 / 100,00 |       |
| Eleitorado/Participação | Eleitorado/Participação        | 104 575 | 68,67 / 100,00  | 3,73  |
| Fonte                   | Fonte                          | [ 1 ]   | [ 1 ]           | [ 1 ] |

## Resultados por Freguesia
Os resultados seguintes referem-se aos partidos que obtiveram mais de 1,00% dos votos:
| Freguesia          | %     | %     | %     | %     | %    | Votantes |
| Freguesia          | PS    | PSD   | BE    | CDS   | CDU  | Votantes |
| ------------------ | ----- | ----- | ----- | ----- | ---- | -------- |
| Águas Santas       | 42,42 | 25,27 | 11,82 | 8,81  | 6,25 | 14 005   |
| Avioso Santa Maria | 33,25 | 36,51 | 9,70  | 11,45 | 3,73 | 2 331    |
| Avioso São Pedro   | 38,02 | 35,91 | 9,27  | 9,06  | 3,21 | 1 899    |
| Barca              | 49,24 | 28,40 | 6,76  | 7,80  | 3,53 | 1 641    |
| Folgosa            | 40,22 | 32,52 | 8,12  | 9,09  | 4,24 | 1 959    |
| Gemunde            | 43,28 | 29,15 | 8,01  | 8,84  | 4,46 | 2 648    |
| Gondim             | 53,26 | 25,50 | 6,33  | 6,23  | 3,97 | 1 059    |
| Gueifães           | 41,26 | 26,49 | 13,16 | 7,84  | 5,76 | 7 217    |
| Maia               | 34,69 | 32,49 | 11,72 | 10,60 | 4,88 | 7 083    |
| Milheirós          | 46,19 | 25,52 | 9,16  | 8,09  | 4,89 | 2 719    |
| Moreira            | 41,87 | 29,23 | 10,10 | 8,82  | 4,21 | 6 443    |
| Nogueira           | 41,34 | 30,85 | 10,15 | 7,97  | 4,17 | 3 024    |
| Pedrouços          | 41,56 | 25,62 | 11,15 | 8,60  | 7,62 | 6 234    |
| São Pedro Fins     | 37,36 | 34,40 | 7,55  | 9,28  | 5,58 | 1 218    |
| Silva Escura       | 38,75 | 35,67 | 8,45  | 9,08  | 2,92 | 1 267    |
| Vermoim            | 36,64 | 32,77 | 11,81 | 9,61  | 4,08 | 7 787    |
| Vila Nova da Telha | 40,92 | 29,11 | 9,67  | 10,04 | 4,91 | 3 277    |
| Maia               | 40,54 | 29,12 | 10,76 | 9,00  | 5,12 | 71 811   |

#### Águas Santas
| Partido                 | Partido                        | Votos  | %               | +/-  |
| ----------------------- | ------------------------------ | ------ | --------------- | ---- |
|                         | Partido Socialista             | 5 941  | 42,42 / 100,00  | 9,18 |
|                         | Partido Social Democrata       | 3 539  | 25,27 / 100,00  | 2,17 |
|                         | Bloco de Esquerda              | 1 656  | 11,82 / 100,00  | 3,43 |
|                         | CDS – Partido Popular          | 1 234  | 8,81 / 100,00   | 3,39 |
|                         | Coligação Democrática Unitária | 875    | 6,25 / 100,00   | 0,14 |
|                         | Outros                         | 367    | 2,62 / 100,00   |      |
| Votos Inválidos         | Votos Inválidos                | 393    | 2,81 / 100,00   | 0,48 |
| Total                   | Total                          | 14 005 | 100,00 / 100,00 |      |
| Eleitorado/Participação | Eleitorado/Participação        | 20 828 | 67,24 / 100,00  | 5,14 |

#### Avioso Santa Maria
| Partido                 | Partido                        | Votos | %               | +/-  |
| ----------------------- | ------------------------------ | ----- | --------------- | ---- |
|                         | Partido Social Democrata       | 851   | 36,51 / 100,00  | 2,12 |
|                         | Partido Socialista             | 775   | 33,25 / 100,00  | 6,78 |
|                         | CDS – Partido Popular          | 267   | 11,45 / 100,00  | 2,21 |
|                         | Bloco de Esquerda              | 226   | 9,70 / 100,00   | 2,89 |
|                         | Coligação Democrática Unitária | 87    | 3,73 / 100,00   | 0,33 |
|                         | Outros                         | 39    | 1,68 / 100,00   |      |
| Votos Inválidos         | Votos Inválidos                | 86    | 3,69 / 100,00   | 0,54 |
| Total                   | Total                          | 2 331 | 100,00 / 100,00 |      |
| Eleitorado/Participação | Eleitorado/Participação        | 3 338 | 69,83 / 100,00  | 1,39 |

#### Avioso São Pedro
| Partido                 | Partido                        | Votos | %               | +/-  |
| ----------------------- | ------------------------------ | ----- | --------------- | ---- |
|                         | Partido Socialista             | 722   | 38,02 / 100,00  | 5,33 |
|                         | Partido Social Democrata       | 682   | 35,91 / 100,00  | 4,43 |
|                         | Bloco de Esquerda              | 176   | 9,27 / 100,00   | 1,47 |
|                         | CDS – Partido Popular          | 172   | 9,06 / 100,00   | 0,12 |
|                         | Coligação Democrática Unitária | 61    | 3,21 / 100,00   | 0,35 |
|                         | Outros                         | 43    | 2,26 / 100,00   |      |
| Votos Inválidos         | Votos Inválidos                | 43    | 2,26 / 100,00   | 1,12 |
| Total                   | Total                          | 1 899 | 100,00 / 100,00 |      |
| Eleitorado/Participação | Eleitorado/Participação        | 2 590 | 73,32 / 100,00  | 0,74 |

#### Barca
| Partido                 | Partido                        | Votos | %               | +/-  |
| ----------------------- | ------------------------------ | ----- | --------------- | ---- |
|                         | Partido Socialista             | 808   | 49,24 / 100,00  | 6,34 |
|                         | Partido Social Democrata       | 466   | 28,40 / 100,00  | 3,28 |
|                         | CDS – Partido Popular          | 128   | 7,80 / 100,00   | 2,52 |
|                         | Bloco de Esquerda              | 111   | 6,76 / 100,00   | 1,60 |
|                         | Coligação Democrática Unitária | 58    | 3,53 / 100,00   | 0,40 |
|                         | Outros                         | 20    | 1,22 / 100,00   |      |
| Votos Inválidos         | Votos Inválidos                | 50    | 3,05 / 100,00   | 0,24 |
| Total                   | Total                          | 1 641 | 100,00 / 100,00 |      |
| Eleitorado/Participação | Eleitorado/Participação        | 2 542 | 64,56 / 100,00  | 4,68 |

#### Folgosa
| Partido                 | Partido                        | Votos | %               | +/-  |
| ----------------------- | ------------------------------ | ----- | --------------- | ---- |
|                         | Partido Socialista             | 788   | 40,22 / 100,00  | 4,77 |
|                         | Partido Social Democrata       | 637   | 32,52 / 100,00  | 0,01 |
|                         | CDS – Partido Popular          | 178   | 9,09 / 100,00   | 2,19 |
|                         | Bloco de Esquerda              | 159   | 8,12 / 100,00   | 2,43 |
|                         | Coligação Democrática Unitária | 83    | 4,24 / 100,00   | 0,08 |
|                         | Outros                         | 51    | 2,61 / 100,00   |      |
| Votos Inválidos         | Votos Inválidos                | 63    | 3,22 / 100,00   | 0,27 |
| Total                   | Total                          | 1 959 | 100,00 / 100,00 |      |
| Eleitorado/Participação | Eleitorado/Participação        | 2 790 | 70,22 / 100,00  | 1,84 |

#### Gemunde
| Partido                 | Partido                        | Votos | %               | +/-     |
| ----------------------- | ------------------------------ | ----- | --------------- | ------- |
|                         | Partido Socialista             | 1 146 | 43,28 / 100,00  | 6,68    |
|                         | Partido Social Democrata       | 772   | 29,15 / 100,00  | 1,85    |
|                         | CDS – Partido Popular          | 234   | 8,84 / 100,00   | 2,71    |
|                         | Bloco de Esquerda              | 212   | 8,01 / 100,00   | 1,51    |
|                         | Coligação Democrática Unitária | 118   | 4,46 / 100,00   | 0,48    |
|                         | Outros                         | 74    | 2,80 / 100,00   |         |
| Votos Inválidos         | Votos Inválidos                | 92    | 3,48 / 100,00   | Estável |
| Total                   | Total                          | 2 648 | 100,00 / 100,00 |         |
| Eleitorado/Participação | Eleitorado/Participação        | 4 080 | 64,90 / 100,00  | 1,22    |

#### Gondim
| Partido                 | Partido                        | Votos | %               | +/-  |
| ----------------------- | ------------------------------ | ----- | --------------- | ---- |
|                         | Partido Socialista             | 564   | 53,26 / 100,00  | 1,89 |
|                         | Partido Social Democrata       | 270   | 25,50 / 100,00  | 0,53 |
|                         | Bloco de Esquerda              | 67    | 6,33 / 100,00   | 0,81 |
|                         | CDS – Partido Popular          | 66    | 6,23 / 100,00   | 2,07 |
|                         | Coligação Democrática Unitária | 42    | 3,97 / 100,00   | 0,19 |
|                         | Outros                         | 18    | 1,70 / 100,00   |      |
| Votos Inválidos         | Votos Inválidos                | 33    | 3,12 / 100,00   | 0,10 |
| Total                   | Total                          | 1 059 | 100,00 / 100,00 |      |
| Eleitorado/Participação | Eleitorado/Participação        | 1 581 | 66,98 / 100,00  | 0,43 |

#### Gueifães
| Partido                 | Partido                        | Votos  | %               | +/-  |
| ----------------------- | ------------------------------ | ------ | --------------- | ---- |
|                         | Partido Socialista             | 2 978  | 41,26 / 100,00  | 8,31 |
|                         | Partido Social Democrata       | 1 912  | 26,49 / 100,00  | 1,81 |
|                         | Bloco de Esquerda              | 950    | 13,16 / 100,00  | 3,55 |
|                         | CDS – Partido Popular          | 566    | 7,84 / 100,00   | 2,01 |
|                         | Coligação Democrática Unitária | 416    | 5,76 / 100,00   | 0,38 |
|                         | Outros                         | 164    | 2,29 / 100,00   |      |
| Votos Inválidos         | Votos Inválidos                | 231    | 3,20 / 100,00   | 0,03 |
| Total                   | Total                          | 7 217  | 100,00 / 100,00 |      |
| Eleitorado/Participação | Eleitorado/Participação        | 10 286 | 70,16 / 100,00  | 4,46 |

#### Maia
| Partido                 | Partido                        | Votos | %               | +/-  |
| ----------------------- | ------------------------------ | ----- | --------------- | ---- |
|                         | Partido Socialista             | 2 457 | 34,69 / 100,00  | 7,03 |
|                         | Partido Social Democrata       | 2 301 | 32,49 / 100,00  | 3,80 |
|                         | Bloco de Esquerda              | 830   | 11,72 / 100,00  | 1,30 |
|                         | CDS – Partido Popular          | 751   | 10,60 / 100,00  | 1,86 |
|                         | Coligação Democrática Unitária | 346   | 4,88 / 100,00   | 0,35 |
|                         | Outros                         | 183   | 2,58 / 100,00   |      |
| Votos Inválidos         | Votos Inválidos                | 215   | 3,03 / 100,00   | 0,98 |
| Total                   | Total                          | 7 083 | 100,00 / 100,00 |      |
| Eleitorado/Participação | Eleitorado/Participação        | 9 793 | 72,33 / 100,00  | 3,35 |

#### Milheirós
| Partido                 | Partido                        | Votos | %               | +/-  |
| ----------------------- | ------------------------------ | ----- | --------------- | ---- |
|                         | Partido Socialista             | 1 256 | 46,19 / 100,00  | 9,81 |
|                         | Partido Social Democrata       | 694   | 25,52 / 100,00  | 3,77 |
|                         | Bloco de Esquerda              | 249   | 9,16 / 100,00   | 2,41 |
|                         | CDS – Partido Popular          | 220   | 8,09 / 100,00   | 3,73 |
|                         | Coligação Democrática Unitária | 133   | 4,89 / 100,00   | 0,76 |
|                         | Outros                         | 71    | 2,62 / 100,00   |      |
| Votos Inválidos         | Votos Inválidos                | 96    | 3,54 / 100,00   | 0,35 |
| Total                   | Total                          | 2 719 | 100,00 / 100,00 |      |
| Eleitorado/Participação | Eleitorado/Participação        | 3 907 | 69,59 / 100,00  | 3,15 |

#### Moreira
| Partido                 | Partido                        | Votos | %               | +/-  |
| ----------------------- | ------------------------------ | ----- | --------------- | ---- |
|                         | Partido Socialista             | 2 698 | 41,87 / 100,00  | 7,83 |
|                         | Partido Social Democrata       | 1 883 | 29,23 / 100,00  | 3,12 |
|                         | Bloco de Esquerda              | 651   | 10,10 / 100,00  | 2,00 |
|                         | CDS – Partido Popular          | 568   | 8,82 / 100,00   | 2,12 |
|                         | Coligação Democrática Unitária | 271   | 4,21 / 100,00   | 0,01 |
|                         | Outros                         | 164   | 2,53 / 100,00   |      |
| Votos Inválidos         | Votos Inválidos                | 208   | 3,23 / 100,00   | 0,09 |
| Total                   | Total                          | 6 443 | 100,00 / 100,00 |      |
| Eleitorado/Participação | Eleitorado/Participação        | 9 295 | 69,32 / 100,00  | 3,89 |

#### Nogueira
| Partido                 | Partido                        | Votos | %               | +/-  |
| ----------------------- | ------------------------------ | ----- | --------------- | ---- |
|                         | Partido Socialista             | 1 250 | 41,34 / 100,00  | 6,72 |
|                         | Partido Social Democrata       | 933   | 30,85 / 100,00  | 2,05 |
|                         | Bloco de Esquerda              | 307   | 10,15 / 100,00  | 2,17 |
|                         | CDS – Partido Popular          | 241   | 7,97 / 100,00   | 2,45 |
|                         | Coligação Democrática Unitária | 126   | 4,17 / 100,00   | 0,04 |
|                         | Outros                         | 76    | 2,51 / 100,00   |      |
| Votos Inválidos         | Votos Inválidos                | 91    | 3,01 / 100,00   | 0,33 |
| Total                   | Total                          | 3 024 | 100,00 / 100,00 |      |
| Eleitorado/Participação | Eleitorado/Participação        | 4 357 | 69,41 / 100,00  | 4,15 |

#### Pedrouços
| Partido                 | Partido                        | Votos | %               | +/-  |
| ----------------------- | ------------------------------ | ----- | --------------- | ---- |
|                         | Partido Socialista             | 2 591 | 41,56 / 100,00  | 9,05 |
|                         | Partido Social Democrata       | 1 597 | 25,62 / 100,00  | 2,57 |
|                         | Bloco de Esquerda              | 695   | 11,15 / 100,00  | 3,04 |
|                         | CDS – Partido Popular          | 536   | 8,60 / 100,00   | 3,81 |
|                         | Coligação Democrática Unitária | 475   | 7,62 / 100,00   | 0,31 |
|                         | Outros                         | 140   | 2,23 / 100,00   |      |
| Votos Inválidos         | Votos Inválidos                | 200   | 3,21 / 100,00   | 0,12 |
| Total                   | Total                          | 6 234 | 100,00 / 100,00 |      |
| Eleitorado/Participação | Eleitorado/Participação        | 9 427 | 66,13 / 100,00  | 4,78 |

#### São Pedro Fins
| Partido                 | Partido                        | Votos | %               | +/-  |
| ----------------------- | ------------------------------ | ----- | --------------- | ---- |
|                         | Partido Socialista             | 455   | 37,36 / 100,00  | 8,03 |
|                         | Partido Social Democrata       | 419   | 34,40 / 100,00  | 0,10 |
|                         | CDS – Partido Popular          | 113   | 9,28 / 100,00   | 3,70 |
|                         | Bloco de Esquerda              | 92    | 7,55 / 100,00   | 2,13 |
|                         | Coligação Democrática Unitária | 68    | 5,58 / 100,00   | 1,78 |
|                         | Outros                         | 20    | 1,64 / 100,00   |      |
| Votos Inválidos         | Votos Inválidos                | 51    | 4,19 / 100,00   | 0,71 |
| Total                   | Total                          | 1 218 | 100,00 / 100,00 |      |
| Eleitorado/Participação | Eleitorado/Participação        | 1 715 | 71,02 / 100,00  | 4,48 |

#### Silva Escura
| Partido                 | Partido                        | Votos | %               | +/-  |
| ----------------------- | ------------------------------ | ----- | --------------- | ---- |
|                         | Partido Socialista             | 491   | 38,75 / 100,00  | 6,08 |
|                         | Partido Social Democrata       | 452   | 35,67 / 100,00  | 5,15 |
|                         | CDS – Partido Popular          | 115   | 9,08 / 100,00   | 1,32 |
|                         | Bloco de Esquerda              | 107   | 8,45 / 100,00   | 1,21 |
|                         | Coligação Democrática Unitária | 37    | 2,92 / 100,00   | 1,05 |
|                         | PCTP/MRPP                      | 14    | 1,10 / 100,00   | 0,32 |
|                         | Outros                         | 20    | 1,58 / 100,00   |      |
| Votos Inválidos         | Votos Inválidos                | 31    | 2,44 / 100,00   | 1,61 |
| Total                   | Total                          | 1 267 | 100,00 / 100,00 |      |
| Eleitorado/Participação | Eleitorado/Participação        | 1 841 | 68,82 / 100,00  | 3,01 |

#### Vermoim
| Partido                 | Partido                        | Votos  | %               | +/-  |
| ----------------------- | ------------------------------ | ------ | --------------- | ---- |
|                         | Partido Socialista             | 2 853  | 36,64 / 100,00  | 7,45 |
|                         | Partido Social Democrata       | 2 552  | 32,77 / 100,00  | 4,01 |
|                         | Bloco de Esquerda              | 920    | 11,81 / 100,00  | 3,02 |
|                         | CDS – Partido Popular          | 748    | 9,61 / 100,00   | 1,43 |
|                         | Coligação Democrática Unitária | 318    | 4,08 / 100,00   | 0,64 |
|                         | Outros                         | 143    | 1,83 / 100,00   |      |
| Votos Inválidos         | Votos Inválidos                | 253    | 3,25 / 100,00   | 0,49 |
| Total                   | Total                          | 7 787  | 100,00 / 100,00 |      |
| Eleitorado/Participação | Eleitorado/Participação        | 11 570 | 67,30 / 100,00  | 3,86 |

#### Vila Nova da Telha
| Partido                 | Partido                        | Votos | %               | +/-  |
| ----------------------- | ------------------------------ | ----- | --------------- | ---- |
|                         | Partido Socialista             | 1 341 | 40,92 / 100,00  | 5,77 |
|                         | Partido Social Democrata       | 954   | 29,11 / 100,00  | 1,27 |
|                         | CDS – Partido Popular          | 329   | 10,04 / 100,00  | 1,84 |
|                         | Bloco de Esquerda              | 317   | 9,67 / 100,00   | 2,21 |
|                         | Coligação Democrática Unitária | 161   | 4,91 / 100,00   | 0,66 |
|                         | Outros                         | 57    | 1,74 / 100,00   |      |
| Votos Inválidos         | Votos Inválidos                | 118   | 3,61 / 100,00   | 0,13 |
| Total                   | Total                          | 3 277 | 100,00 / 100,00 |      |
| Eleitorado/Participação | Eleitorado/Participação        | 4 635 | 70,70 / 100,00  | 2,43 |